# 可変焦点レンズ

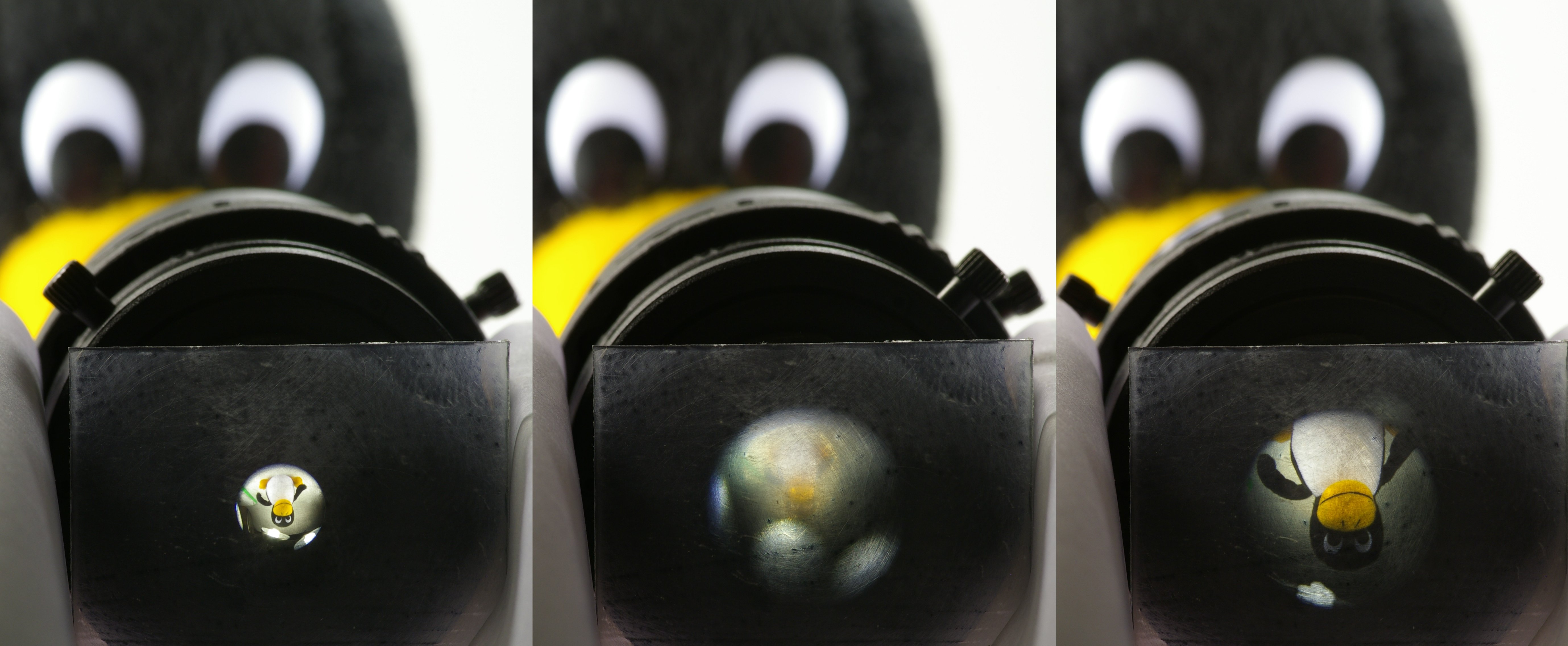
左の画像は焦点距離2.8mmでピントを合わせた状態。中央の画像は左の画像の状態から焦点距離のみ12mmにしたもので、画像は大きくなるがピントがずれている。右の画像は焦点距離12mmでピントを合わせ直した状態。

可変焦点レンズ（かへんしょうてんレンズ）とは、焦点距離を変化させることができる写真レンズ。バリフォーカルレンズ（英語: variable focal length lens）ともいう。
ズームレンズと似ているが、焦点距離を変更した際に、ピント位置が移動しないよう設計してあるのがズームレンズ、移動してしまうのが可変焦点レンズである。
ズームレンズと比較して、軽量、低コスト、F値の向上というメリットがある一方、画角の操作と同時にピントも移動するため、煩雑なピント調整が必要となるデメリットがある。
日本のカメラメーカーで可変焦点レンズとして発売されたのは、コニカ（現コニカミノルタホールディングス）のバリフォーカルヘキサノンAR35-100mmF2.8（1970年発表、1972年発売）がある。この他にもシグマ APO 50-500mm F4.5-6.3 DG OS HSM などがあるが、一眼レフカメラ用の製品の数はごく少ない。
このほかにレンズメーカーのゴトー・サン光機が、1980年代に「ダブルフォーカスレンズ」なるカメラ用交換レンズ（28-35mmF3.5-3.8、85-135mmF4）を販売した例もある。このレンズは画角操作に伴ってピント位置が移動するが、広角端と望遠端でのみピント位置が一致するように光学設計されていたため、広角端と望遠端の間で一度に切り替えた場合に限ってはピントの再調整が不要だった。
現代ではオートフォーカス機構が進化したことから、監視カメラのレンズとして利用される例もあり、タムロン、トキナー、三菱電機など多くのメーカーが製造、販売を行っている。